# Самбалхундэвийн Алтангэрэл
Самбалхундэвийн Алтангэрэл (монг. Самбалхундэвийн Алтангэрэл; 1943, Цэцэрлэг — 23 апреля 2021) — монгольский геолог. Лауреат Государственной премии Монголии (2018).

## Биография
В 1970 году окончил геологический факультет Монгольского государственного университета, получил специальность инженера-геолога по разведке и картированию полезных ископаемых.
С 1974 года — инженер-геолог, начальник отдела, главный инженер Экспедиции строительных материалов, с 1982 года — главный геолог Центральной геологической экспедиции, с 1994 года — главный геолог Геолого-аналитического АО «Алмаас». В 1996—1997 годы — руководитель проекта в Геологической службе Монголии и Институте геологии и минеральных ресурсов. С 1998 года — секретарь, руководитель монгольского филиала монгольско-германского технического сотрудничества «Изучение горных пород и минеральных материалов» и «Открытие и исследование нерудных полезных ископаемых» в Геологическом научном центре, с 2021 года — главный геолог.
С 1970 года занимался геологическими исследованиями минерального сырья и нерудных полезных ископаемых для изготовления строительных материалов. С 1970 по 2016 год провёл геологоразведочные работы на более чем 50 месторождениях Монголии.
Один из авторов 8-томной серии «Геология и полезные ископаемые Монголии».

## Награды
- Государственная премия Монголии (2018)
- Орден Полярной звезды
- медаль к 70-летию Народной революции
- Заслуженный геолог Монголии